# David Lazar
David Beniamin Lazar (født 8. august 1991) er en rumænsk fodboldspiller, der spiller for Astra Giurgiu.
Han har tidligere har spillet den danske klub Vejle Boldklub. 

## Karriere

### Pandurii Targu Jiu
Lazar kom på kontrakt i Pandurii, da han i 2010 blev seniorspiller. Han har i to omgange været udlejet til mindre rumænske klubber. Første gang i efteråret 2010, hvor han spillede i Vointa Sibiu og anden gang var han udlejet til FC Botosani fra januar 2014 og halvandet år frem.
Han har samlet set spillet 57 kampe i den bedste rumænske fodboldrække.
Ved årsskiftet 2017 udløb Lazars kontrakt med Pandurii, og han stod dermed uden klub.

### Vejle Boldklub
Lazar skrev torsdag den 9. marts en kontrakt med Vejle Boldklub for forårssæsonen 2017. Han skidtede dermed til klubben på en fri transfer forud for forårssæsonens anden kamp mod Hobro IK. Han fik tildelt trøjenummer 1.
VB havde store målmandsproblemer i marts 2017. Førstevalget Pavol Bajza havde pådraget sig en skade under vintertræningen og var endnu ikke helt spilleklar. Reserven Michael Lansing stod på mål i forårspremieren mod Skive IK, men få dage senere blev den amerikanske målmand skadet i foden på træningsbanen og meldt ude i et par uger. Med kun de urutinerede ungdomsmålmænd Chen Zirong og Frederik Nørgaard som alternativer, måtte klubben handle hurtigt i dagene op til hjemmekampen mod Hobro IK den 12. marts.
Dermed var der lyndebut til David Lazar i hjemmekampen i mod Hobro IK den 12. marts 2017. Rumæneren fik dog en skidt debut, da Vejle Boldklub tabte med hele 5-1. Lazar spillede hele kampen uden dog at være skyld i nogle mål.
Den rumænske målmand blev ved debuten på Vejle Boldklubs divisionshold klubbens syvende udenlandske målmand gennem tiderne, og den første spiller nogensinde fra Rumænien til at spille en tællende ligakamp for klubben. Kampen blev dog også Lazars sidste, da hans kontrakt ikke blev forlænget efter sæsonen.

### FC Astra Giurgiu
Han skiftede efterfølgende til rumænske klub Astra Giurgiu i sommertransfervinduet 2017.

## International karriere
Lazar har repræsenteret det rumænske ungdomslandshold ved flere lejligheder. Senest var i 2012, hvor han spillede fire kampe på det rumænske U/21-landshold. Lazar har aldrig lukket et mål ind i en U21-landskamp. To af hans landskampe var mod Slovakiet, der havde den jævnaldrende Pavol Bajza, der var hans holdkammerat i Vejle Boldklub, mellem stængerne.